# 西蒙·奧斯特羅夫斯基
西蒙·奧斯特羅夫斯基（英語：Simon Ostrovsky；1981年2月2日—），美國俄裔新聞工作者和紀錄片製作人，著作包括在2014年為VICE新聞報導烏克蘭危機，以及2015年的追查烏克蘭境內一名俄軍的《自拍士兵》紀錄片，更曾在2014年4月短暫被親俄武裝分子綁架。目前擔任PBS新聞一小時特約記者的奧斯特羅夫斯基也是艾美獎和歐福·I·杜邦及哥倫比亞大學獎的得主。

## 事業
奧斯特羅夫斯基在2001年起為《莫斯科時報》報導俄羅斯時事，及後轉到法新社報導格魯吉亞、亞美尼亞和阿塞拜疆的新聞。
2007年，維基解密公開美國領事館的電報，揭露烏茲別克政府支持境內的棉業童工問題，觸發全球發起抵制烏國棉產品的運動。奧斯特羅夫斯基為英國廣播公司的《新聞之夜》獨家調查此事，他發現Topshop、沃爾瑪、H&M等跨國衣服零售商的供應鏈都與烏茲別克有關，導致不少西方買家杯葛。
2009年，奧斯特羅夫斯基在《新聞之夜》公開俄羅斯境內的朝鮮勞工營問題，提到英國望族韓寶家族擁有並經營一個名為「俄羅斯木材集團」的公司，而該公司透過支付朝鮮政府聘請朝鮮勞工。2011年，他與Vice傳媒創辦人誠·史密夫重返朝鮮勞工營，二人兩年後為HBO的VICE紀錄片系列合作拍攝一輯關於脫北者的報導。
奧斯特羅夫斯基多年深入報導朝鮮外勞問題，他曾在英國報章《獨立報》形容數以萬計的朝鮮勞工被送到亞洲各地，平壤政權透過接觸西方企業得以賺錢。
2013年，VICE傳媒聘請奧斯特羅夫斯基製作第二季的《VICE》，成功帶領節目奪得艾美獎的「傑出資訊系列節目」。2014年初，奧斯特羅夫斯基協助公司開辦「VICE新聞」，並在新節目調查2014年索契冬奧的貪污指控。奧斯特羅夫斯基亦有關注烏克蘭危機，而他拍攝、沒經修飾的《俄羅斯輪盤》影片讓VICE新聞廣受好評，在同業地位躍升。此系列獲得艾美獎兩個提名，並在2015年奪得兩個威比獎。
2017年，有線電視新聞網邀請奧斯特羅夫斯基加入偵查報道團隊，當中包括已經退下火線的記者卡爾·伯恩斯坦。翌年，奧斯特羅夫斯基加入高德媒體出任偵查報道編輯，亦為PBS新聞一小時作貢獻。

### 被綁架
2014年4月21日，當時正製作「俄羅斯輪盤」的奧斯特羅夫斯基在烏克蘭東部頓涅茨克州斯拉維揚斯克被親俄武裝分子綁架，綁架集團首腦維亞切斯拉夫·弗拉迪米羅維奇·波諾馬廖夫要求以奧斯特羅夫斯基換取當局釋放囚犯。就在他被綁走前，他正調查有沒有俄羅斯公民涉及烏東的親俄武裝組織，而分離分子在衝突初期極其隱瞞此問題。奧斯特羅夫斯基亦曾經出席多場波諾馬廖夫的記者會，會上波諾馬廖夫曾經威脅記者。
奧斯特羅夫斯基被囚地下室，又被毆打和盤問。鑑於事件備受國際關注，奧斯特羅夫斯基在三日後便獲釋。他之後接受加拿大《環球郵報》訪問時，形容被綁架的三日是一生中最差的三日。

### 自拍士兵
2015年，奧斯特羅夫斯基製作了名為《自拍士兵：俄羅斯入烏克蘭》的紀錄片，調查烏克蘭境內的俄羅斯軍事活動。奧斯特羅夫斯基留意到一名俄羅斯士兵由俄國前往烏克蘭東部戰區的路上，將自拍和其他照片上載上網。於是他親身前赴該輯圖片的拍攝地方，繼而追尋士兵蹤跡。紀錄片最終因其「創新報導」和「傑出運用短片」而在2016年先後獲得歐福·I·杜邦及哥倫比亞大學獎和美國雜誌編輯協會獎。

## 外部連結
- 官方网站
- VICE News （页面存档备份，存于）